# Temps compartit

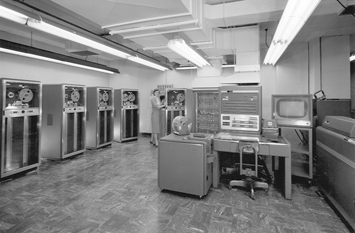
El primer projecte per implementar un sistema de temps compartit va ser iniciat per John McCarthy a finals del 1957, en un IBM 704 modificat.

Temps compartit o bé time sharing, es refereix a compartir un recurs de computació entre molts usuaris per mitjà de la multitasca. La seva introducció en els anys 1960, i el sorgiment com el model prominent de la computació en els anys 1970, representa un canvi històric important en la història de la computació. Al permetre que un gran nombre d'usuaris interaccionés simultàniament en un sol ordinador, el temps compartit va baixar dramàticament el cost del servei de computació, mentre que al mateix temps feia l'experiència computacional molt més interactiva.